# 姚頤
姚颐（1739年—1788年），字震初，號雪門，一號雨春軒，江西泰和人。清朝政治人物。

## 生平
乾隆四年（1739年）生，乾隆二十四年参加乡试，考取举人。乾隆三十一年（1766年）丙戌科张书勋榜一甲第二名進士（榜眼），授翰林院編修，曾出典贵州乡试，三次擔任会试同考官，迁左中允，入直上书房。乾隆四十二年（1777年），提督湖南学政。乾隆四十四年（1779年），與湖南巡抚李湖商议扩建岳麓书院。乾隆四十九年因丁忧解任。乾隆五十二年，官至甘肅按察使。乾隆五十三年（1788年），卒於任上。著有《雨春軒詩草》。